# Uwe Lindau

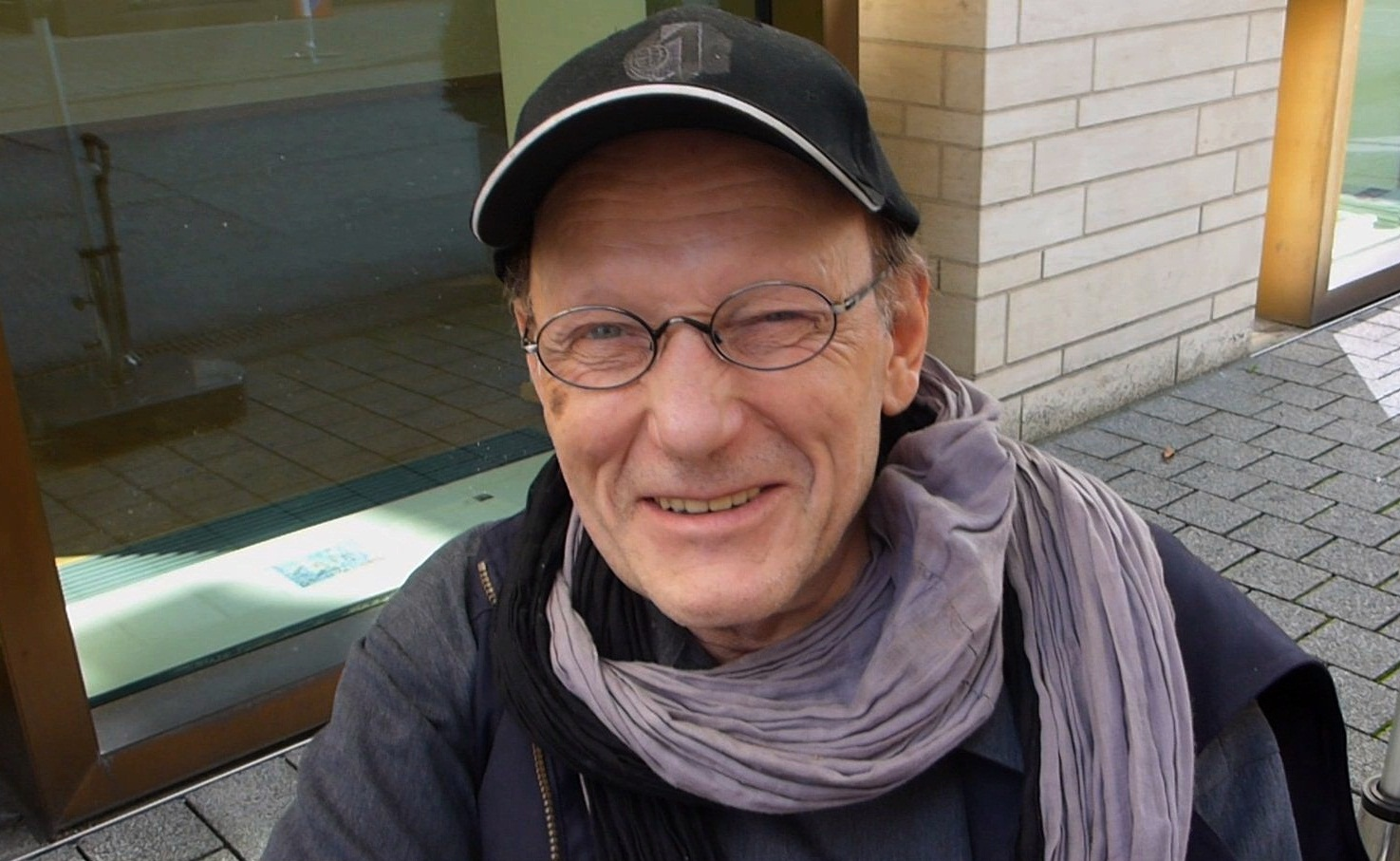
Uwe Lindau

Uwe Lindau (* 1950 in Groß-Barnitz; † 28. August 2022 in Karlsruhe) war ein Bildender Künstler, der in Karlsruhe lebte und arbeitete.

## Leben
Lindau absolvierte sein Abitur am Kant-Gymnasium Karlsruhe. Zwischen 1970 und 1973 studierte er Rechtswissenschaften in Heidelberg und anschließend von 1974 bis 1979 Malerei an der Staatlichen Akademie der Bildenden Künste in Karlsruhe bei Markus Lüpertz.

## Wirken
Mit seiner expressiven figurativen Malerei befindet sich Uwe Lindau in der Fortentwicklung der „Neuen Figuration“, die seit den 1960er Jahren in der Folge von HAP Grieshaber und Künstlern wie Heinz Schanz und Horst Antes in Karlsruhe großen Einfluss auf die Entwicklung der Malerei in Deutschland hatte.
Gemeinsam mit Axel Heil, Maler und seit 2002 Professor an der Staatlichen Akademie der Bildenden Künste in Karlsruhe, gründete er 1989 die Künstlervereinigung „Combinazione Arrabbiatica“. Beide zusammen malten sogenannte „Duo-Bilder“.

## Ausstellungen
- 2017 „Ich stille euch jetzt - wie immer“ - Kunstforum Büsingen 1994 e.V.
- 2016 „Combinazione Arrabbiatica“ Duo-Bilder von Axel Heil & Uwe Lindau – Galerie Clemens Thimme, Karlsruhe
- 2015 „vierzig jahre - vierzig künstler“ Jubiläumsausstellung mit Arbeiten u. a. von Uwe Lindau - galerie radicke, St. Augustin/Bonn
- 2015 „berlin ist keine höhle“ - Uwe Lindau in Berlin galerie burster, Berlin
- 2015 „Uwe Lindau für Karlsruhe“ 300 Jahre Karlsruhe, Skulptur „Capoeira“ im Skulpturenpark Wettersbach, KultArt, Wettersbach
- 2014 „Tillykke med Fodselsdagen, Asger Jorn!“ u. a. mit Axel Heil und Uwe Lindau - Galerie van de Loo Projekte, München
- 2014 „Uwe Lindau - Malerei Zeichnungen Objekte“ Galerie Schrade, Karlsruhe
- 2014 „Combinazione Arrabbiatica“ Duo-Bilder von Axel Heil & Uwe Lindau - FGS-exhibitions in Kooperation mit Arfmann & Berger, Rechtsanwälte, Karlsruhe
- 2013 „Menagerie - Tierschau“ aus der Sammlung Würth mit Werken von Uwe Lindau in der Kunsthalle Schwäbisch Hall
- 2013 „Zu Haus“ Galerie Borssenanger, Hamburg
- 2013 „Von Kopf bis Fuß“ Menschenbilder im Fokus der Sammlung Würth mit Werken von Uwe Lindau in der Kunsthalle Schwäbisch Hall
- 2012 „En squattant l'espoir“ Ausstellung in der Galerie 59 Rivoli, Paris
- 2012 „Raffiniert und expressiv“ - Schloss Fachsenfeld, Aalen
- 2011 „Blick in die Verschwörerbude“ - Sammlung Würth und Leihgaben Museum Würth, Künzelsau
- 2010 „Paris-Karlsruhe-Berlin - Vents d’est et d’ouest“, u. a. mit Axel Heil und Uwe Lindau, Musée Würth Erstein, Frankreich
- 2010 „Wegbereiter – Wegbegleiter“, u. a. mit Axel Heil und Uwe Lindau, Museum für Aktuelle Kunst Sammlung Hurrle, Durbach
- 2009 „Le Retour d´Hephaistos“ Uwe Lindau und David Hardy „dit le Suisse Marocain“ Galerie Handwerk, Koblenz
- 2009 „art Karlsruhe“, vertreten durch die Galerie Titus Koch, Schloss Randegg und FGS Ferenbalm-Gurbrü Station, Karlsruhe
- 2008 „a Margem Dourada / the Golden Shore“ gAD-galeria Antiks Design Lisboa, Portugal
- 2008 „Die Becher des Diogenes“ FGS Ferenbalm-Gurbrü Station, Karlsruhe - Galerie Clemens Thimme, Karlsruhe
- 2007 „Desiderata aus der Sammlung Kreber-Fiebig“ Kunstverein Bretten
- 2007 „Combinazione Arrabbiatica“ Duo-Bilder von Axel Heil & Uwe Lindau collaborations 1989–2007 Galerie van de Loo München und Stadtgalerie, Marktdorf
- 2007 Ausstellung zum Kunstprojekt „Weltentheater 2007 Der Letzte Tanz“ Art Zentrum, Kreativpark Alter Schlachthof Karlsruhe
- 2007 „Keramik“ Staatliche Majolika Manufaktur, Karlsruhe
- 2006 „Übrigens“ Kulturzentrum Adlershof mit Jürgen Zimmermann, Infant Zoyt, Galerie Alte Schule, Berlin - Galerie Pages, Baden-Baden - „Keramik“ Staatliche Majolika, Karlsruhe
- 2005 Centre Culturelle Francaise, Palais du Rhin, Strasbourg - „Abgedreht“ Majolika Manufaktur Karlsruhe mit Dieter Schleicher und Jürgen Zimmermann - „art Karlsruhe“, vertreten durch die Galerie Titus Koch, Schloss Randegg - „Keramik“ Staatliche Majolika, Karlsruhe - „Uwe hilft Honoré Daumier durch den Winter und über die Straße“, Galerie Alfred Knecht, Karlsruhe - „Toteninsel“ Kunstfaktor, Berlin
- 2004 „Land auf Land ab“ Kunsthalle Würth, Schwäbisch Hall - „Release“ Stuttgart - „art Karlsruhe“ vertreten durch die Galerie Tammen & Busch, Berlin - „Arbeiten der letzten Jahre“ galerie radicke, Bonn - „Kunst an der Plakatwand“ Raumfabrik, Durlach - Galerie Marek Zlotos, Frankfurt
- 2003 „Auf dem Meteor durch´s Weltall“ Museum Ettlingen im Schloss Ettlingen - Galerie Titus Koch, - Schloss Randegg - Galerie Alfred Knecht, Karlsruhe
- 2002 „Jahresgaben“ Badischer Kunstverein, Karlsruhe - „Combinazione Arrabbiatica“ Duo-Bilder von Axel Heil & Uwe Lindau, Forschungszentrum Karlsruhe - Neue Galerie im „Artforum“ mit Daniel Depoutot, Offenburg - „99,9999999999999% aus leerem Raum“ Schlachthof, Karlsruhe - „Kunst an der Plakatwand“ Forschungszentrum Karlsruhe
- 2001 ZKM Karlsruhe, Deutsche Myasthenie Gesellschaft eV. - „Kunst an der Plakatwand“, Karlsruhe - „Wolfgang Hartmann-Preis“ Kunstverein Wilhelmshöhe Ettlingen - „Keramik“ Staatliche Majolika, Karlsruhe
- 2000 Galerie Alfred Knecht, Karlsruhe - „Experimentelle 12“ Schloss Randegg, Gottmadingen
- 1999 „Revolution in der Box“ Städtische Galerie Fruchthalle Rastatt - „Bad-Bad“ Staatliche Kunsthalle Baden-Baden - „Kunst an der Plakatwand“ Cite Internationale Universitaire de Paris - Kunst im Städtischen Klinikum, Karlsruhe - Kongresszentrum am Festplatz, Karlsruhe
- 1996 „Kunst an der Plakatwand“, Bad Boll – Forschungszentrum, Karlsruhe - Hildesheim - „Experimentelle 8“ Schloss Randegg - Kunstverein Bretten mit Jürgen Zimmermann - „Caprichos“ Galerie Hilbur, Karlsruhe
- 1995 Kunsthaus Treptow, Berlin - „Quodnam facit iste? “ mit Georg Schalla Altes Rathaus, Pforzheim - „Combinazione Arrabbiatica“ Duo-Bilder mit Axel Heil Galerie Hilbur, Karlsruhe - „Kunst an der Plakatwand“ Hildapromenade, Karlsruhe -
- 1994 „20 Jahre Galerie Hilbur, Karlsruhe - Experimentelle 6“ Schloss Randegg - „ex cathedra“ Galerie art contact, Karlsruhe
- 1993 Bürgerhaus Sulzfeld mit Walter Jung u. a. - „Experimentelle 5“ Schloss Randegg
- 1992 Atelier Harald Kille, Karlsruhe - 175 Jahre Badischer Kunstverein, Karlsruhe - „Vom Tod“ Galerie Margit Haupt, Karlsruhe
- 1991 „Wenn Charon kommt ...“, mit Georg Schalla u. a. Orgelfabrik, Durlach - Galerie am Stadtmuseum, Düsseldorf
- 1990 „... damit es unheimlich glänzt“ mit Axel Heil, Galerie Hilbur, Karlsruhe - „Gebt acht“ Galerie Titus Koch, Schloss Randegg - Wilhelmshöhe, Ettlingen
- 1989 „99,9999999999999% aus leerem Raum“ mit Georg Schalla, Ralf Bühler, Jörg Reimann, Jörg Brombacher, Tamute Dance Company u. a. IWKA, Karlsruhe - „Mozart in art“ Salzburg - München - „200 Jahre Französische Revolution“ Karlsruhe
- 1988 „Durlacher Vernissage“ Galerie Zeitkunst, Stuttgart
- 1987 Galerie Christa Schübbe, Düsseldorf - Galerie Minotaurus, Augsburg
- 1986 Galerie art contact, Karlsruhe
- 1985 „Fahrradbilder – Drais und seine Nachfahrer“, Karlsruhe - Schloss Philippsruhe, Hanau - „Art Collogne“ Galerie Christa Schübbe, Düsseldorf
- 1984 „84-84: Zur Wirklichkeit der Gegenwart“, Karlsruhe - „Lust und Last der Fantasie“ Badischer Kunstverein, Karlsruhe
- 1983 Galerie Hilbur, Karlsruhe - „Friedenskonfrontationen“ Künstlerhaus, Karlsruhe - „New York - New York“ Universität Karlsruhe - „Das jüngste Gericht“ mit Georg Schalla, Orgelfabrik, Durlach
- 1982 „Das letzte Abendmahl“ Kap, Karlsruhe - Galerie Tandem, Karlsruhe
- 1981 Kunstverein, Ludwigsburg - Kulturzentrum der BRD, Zagreb
- 1980 Kuhstall, Heidelberg - Rathaus, Eppingen - Kunstverein, Rastatt - Badischer Kunstverein, Karlsruhe - Galerie „Die Wand“, Hamburg
- 1979 „Kriegstraße 82“ , Karlsruhe - Galerie Sandkorn, Karlsruhe
- 1977 Galerie Tangente, Karlsruhe - Galerie Tandem, Karlsruhe

## Arbeiten in öffentlichen Sammlungen
- Musée Igor Balut Paris
- Badisches Landesmuseum Karlsruhe
- Borealis Ausgleichsfond Basel
- Förderverein der Kultur Gottmadingen
- Staatliche Kunsthalle Karlsruhe
- Staatliche Majolika Manufaktur Karlsruhe
- Städtische Galerie Karlsruhe
- Regierungspräsidium Karlsruhe
- Stadtsparkasse Karlsruhe
- Allianz Stuttgart
- Forschungszentrum Karlsruhe
- Städtisches Museum Rastatt
- Karlsruher Lebensversicherung Karlsruhe
- Sammlung KGAL Grünwald
- Museum der Moderne Salzburg
- Bausparkasse Schwäbisch Hall
- VEBA Düsseldorf
- Sammlung Würth Künzelsau

## Auszeichnungen
- 2012 Kunstpreis der VR-Bank Aalen

## Kataloge
- Uwe Lindau - auf dem Meteor durchs Weltall, anlässlich der Ausstellung „Uwe Lindau - Auf dem Meteor durchs Weltall“ im Museum Schloss Ettlingen, Karlsruhe : Ed. Beedi, 2003, ISBN 3-925521-99-2
- Durst? Da!, Heil, Axel ; Lindau, Uwe, Karlsruhe : Engelhardt und Bauer, 2003, ISBN 3-925521-95-X
- Uwe Lindau - a margem dourada, the golden shore, Basel ; Karlsruhe : Fluid Ed., 2008, ISBN 978-3-937295-86-2

## Publikationen
- Literatur von und über Uwe Lindau im Katalog der Deutschen Nationalbibliothek
- Liste Publikationen